# Comuna Verhnii Lujok, Starîi Sambir
Verhnii Lujok (în ucraineană Верхній Лужок) este o comună în raionul Starîi Sambir, regiunea Liov, Ucraina, formată din satele Busovîsko și Verhnii Lujok (reședința).

## Demografie
Componența lingvistică a comunei Verhnii Lujok
     Ucraineană (99,91%)
     Alte limbi (0,09%)
Conform recensământului din 2001, majoritatea populației comunei Verhnii Lujok era vorbitoare de ucraineană (99,91%), existând în minoritate și vorbitori de alte limbi.